# Однопёрые терпуги
Однопёрые терпуги (лат. Pleurogrammus) — род морских придонно-пелагических рыб семейства терпуговых. Содержит 2 вида.
На Дальнем Востоке их называют также морскими окунями или судаками.

## Внешний вид
Тело однопёрых терпугов стройное, голова приострённая, хвостовой плавник вильчатый. Спинной плавник длинный, без выемки.

## Места обитания и образ жизни
Однопёрые терпуги ведут придонно-пелагический образ жизни. Они водятся и у берегов, и в открытом море у поверхности над большими глубинами.

## Питание
Хищники. Основная пища — мелкая рыба, ракообразные, черви, планктон.

## Размножение и развитие
Нерестятся в конце лета и осенью у берегов. Икра однопёрых терпугов прозрачная, изумрудно-зелёная, голубая, бурая, розовая или фиолетовая. Она откладывается большими комьями на скалы, камни, в заросли ламинарий, там где сильны приливные течения. Личинки уходят в открытое море и всю зиму ведут там пелагический образ жизни. По мере взросления они возвращаются к берегам.

## Естественные враги
Для однопёрых терпугов опасны морские котики, сивучи, крупная треска и палтус.

## Однопёрые терпуги и человек
Однопёрые терпуги являются ценными промысловыми рыбами. Их мясо очень вкусно и питательно. Для лова однопёрых терпугов применяют ставные неводы, а ещё кошельковые неводы и плавные сети.